# Silene mollissima
Silene mollissima là loài thực vật có hoa thuộc họ Cẩm chướng. Loài này được (L.) Pers. miêu tả khoa học đầu tiên năm 1805.